# Drakan: Order of the Flame
Drakan: Order of the Flame è un videogioco in stile avventura dinamica sviluppato da Surreal Software e pubblicato da Psygnosis nel 1999 per PC.
Del gioco è stato prodotto anche un seguito nel 2002, chiamato Drakan: The Ancients' Gates.

## Trama
Nel fittizio mondo di Drakan, dopo sanguinose guerre durate secoli, umani e draghi stringono un patto di pace portando giustizia e prosperità duratura nel mondo. Per garantire questa pace viene fondato l'Order of the Flame (letteralmente, l'ordine della fiamma) che lega le anime di alcuni uomini prescelti a quelle dei draghi in un patto inscindibile.
In contrapposizione a questo ordine viene a formarsi la Dark Union, una confraternita capeggiata dal malvagio Navaros (o Narvos, un tempo dragoniere d'onore della Congrega) e dal suo drago reietto Keros, con l'unico scopo di riportare il mondo di Drakan nel caos antecedente il patto.
L'inevitabile scontro tra le due fazioni degenera in una cruenta guerra in cui l'Order of the Flame, grazie al drago Arokh e al suo cavaliere Heron armati della leggendaria Runeblade (spada delle rune), dominano sull'oscura confraternita.
Il gioco inizia anni dopo la cruenta lotta, con entrambe le fazioni ormai quasi inesistenti e il mondo diviso in tanti piccoli regni indipendenti impersonando una giovane guerriera di nome Rynn, una degli ultimi membri dell'ordine della fiamma, nel tentativo di salvare suo fratello Delon, è costretta ad affrontare mostri abominevoli, maghi potentissimi ed i dragoni antichi.